# Nikolaus Wurmbrand
Nikolaus Wurmbrand (* 5. Jänner 2006) ist ein österreichischer Fußballspieler.

## Karriere

### Verein
Wurmbrand begann seine Karriere beim Nußdorfer AC. Im März 2016 wechselte er in die Jugend des SK Rapid Wien, bei dem er ab der Saison 2020/21 dann auch sämtliche Altersstufen in der Akademie durchlief. Zur Saison 2023/24 rückte er in den Kader der Amateure der Rapidler. Sein Debüt in der Regionalliga gab er anschließend im März 2024 gegen den SR Donaufeld Wien, in jener Partie erzielte er zugleich sein einziges Saisontor. Bis Saisonende absolvierte er vier Regionalligaspiele, mit Rapid II stieg er als Meister in die 2. Liga auf.
Sein Debüt in der 2. Liga gab er dann im August 2024, als er am ersten Spieltag der Saison 2024/25 gegen den SV Horn in der Startelf stand. Im selben Monat debütierte er in der Qualifikation zur UEFA Europa League gegen Sporting Braga für die Profis der Wiener. Im weiteren Saisonverlauf kam er in der UEFA Conference League zu insgesamt acht Einsätzen und erzielte dabei zwei Treffer. Beide gelangen ihm im Spiel gegen den FC Kopenhagen, womit Wurmbrand großen Anteil am 3:0-Heimsieg hatte. Ein Monat davor, im November 2024, verlängerte der Stürmer seinen Vertrag beim SK Rapid vorzeitig bis zum Ende der Saison 2027/28.

### Nationalmannschaft
Wurmbrand spielte im September 2021 erstmals für eine österreichische Jugendnationalauswahl. Im März 2024 absolvierte er sein einziges Spiel im U-18-Team.